# Корейский кедр
Коре́йский кедр, или Маньчжу́рский кедр, или Сосна́ коре́йская, также Сосна́ кедро́вая коре́йская (лат. Pínus koraiénsis) — хвойное дерево, один из видов рода Сосна, произрастающий в восточной Азии, на северо-востоке Китая, в Приморском и Хабаровском краях, в Еврейской автономной области, на юго-востоке Амурской области, в Корее и в центральной Японии. Занесён в Красную книгу Амурской области.

## Название
По аналогии с близкородственным сибирским кедром (сосной кедровой сибирской), в русском языке издавна называется кедром, хотя на самом деле оба эти дерева относятся к роду Сосна, а не Кедр, то есть являются более близкими родственниками сосны обыкновенной, чем настоящих кедров — ливанского, атласского и гималайского.

### Таксономия
Pinus koraiensis Siebold & Zucc., Flora Japonica 2:28, t. 116. 1842
Синонимы
- Apinus koraiensis (Siebold & Zucc.) Moldenke
- Pinus cembra var. excelsa Maxim. ex Rupr.
- Pinus cembra var. mandschurica (Rupr.) Carrière
- Pinus mandschurica Rupr.
- Pinus prokoraiensis Y.T.Zhao, J.M.Lu & A.G.Gu
- Strobus koraiensis (Siebold & Zucc.) Moldenke

## Ботаническое описание

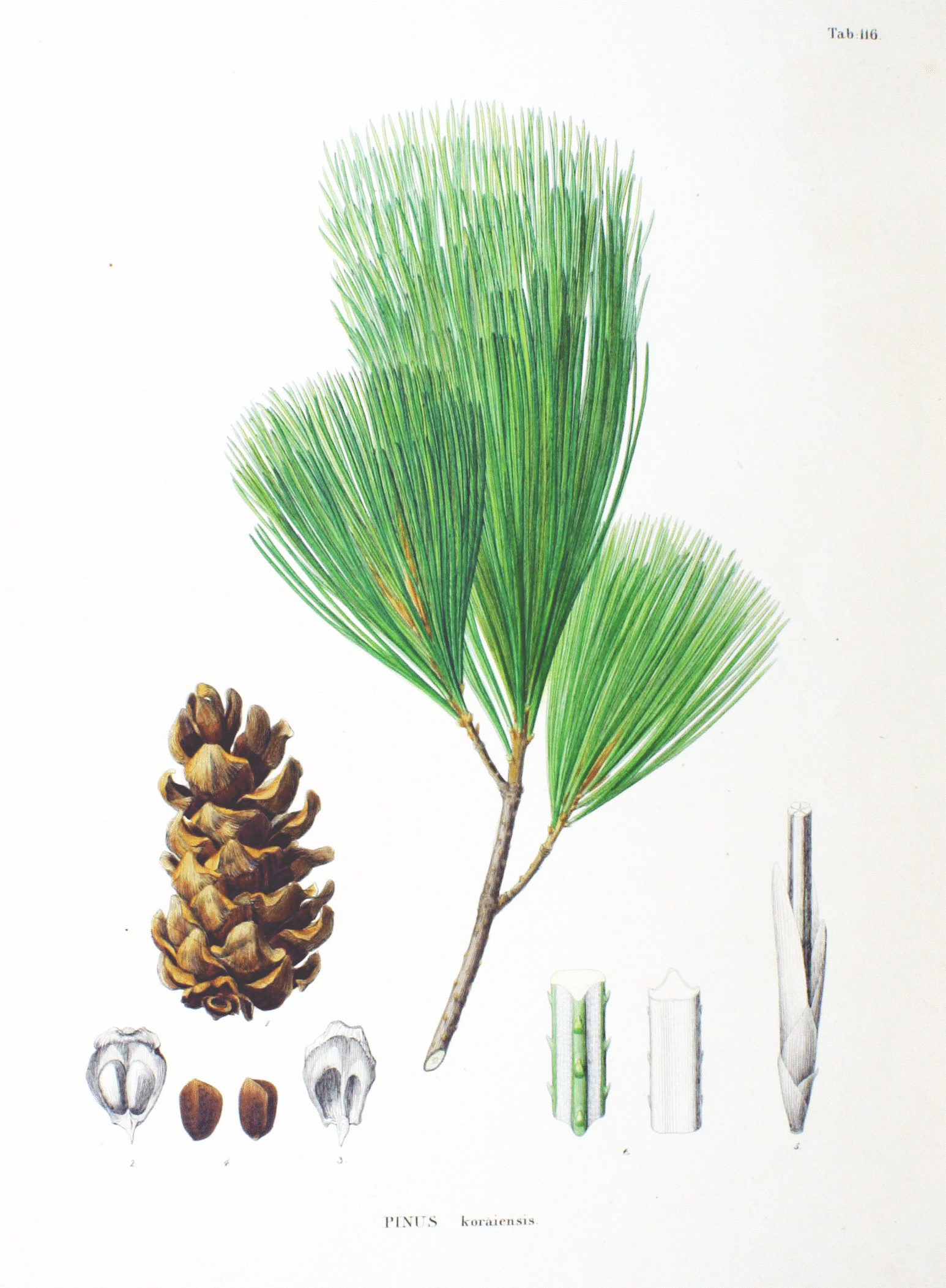
Хвоя сосны корейской и шишка Сосна мелкоцветковая|Сосны мелкоцветковой (Pinus parviflora). Ботаническая иллюстрация из книги Flora Japonica Зибольда и Цуккарини, 1870

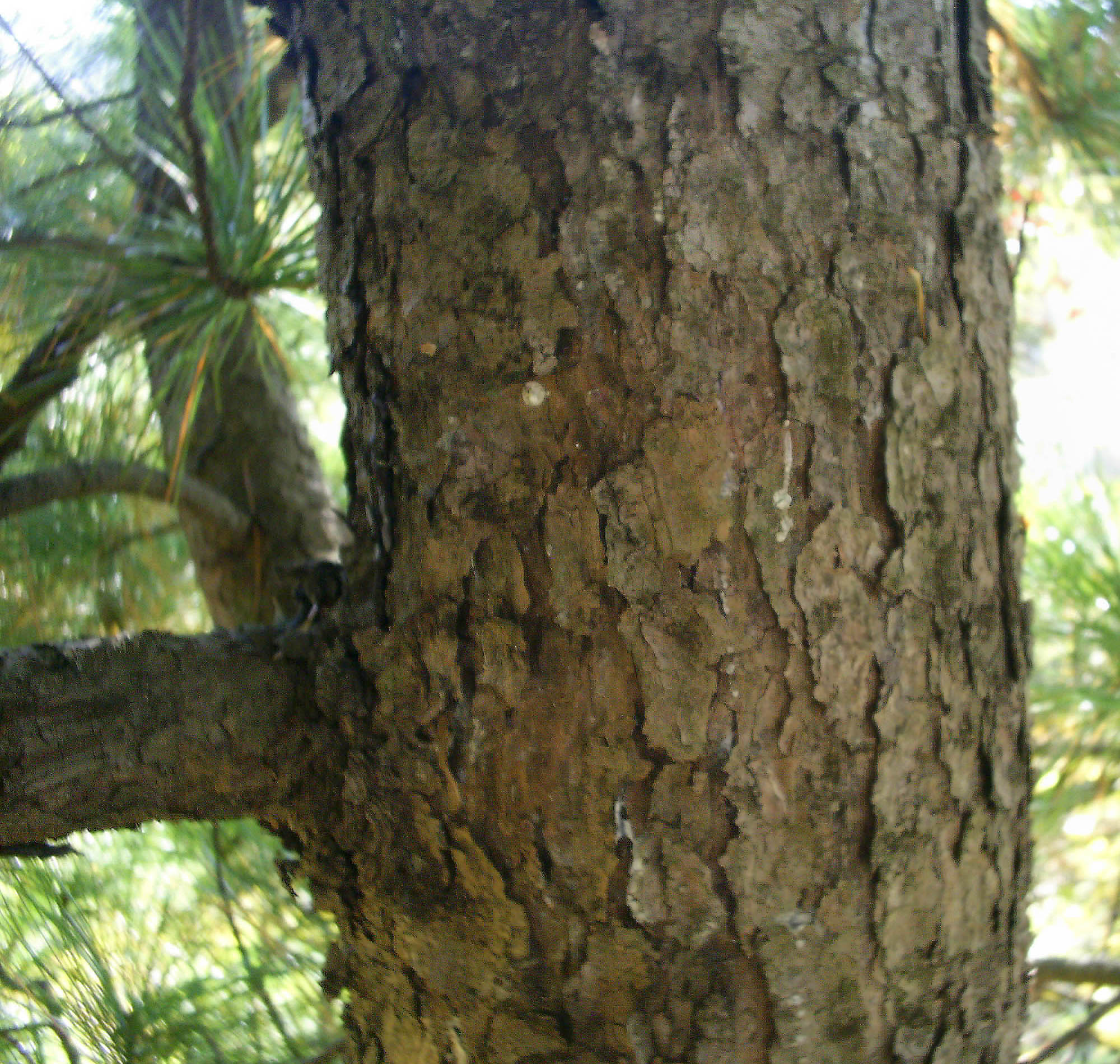
Кора корейского кедра

Высокое дерево до 40—50 м высотой, в диаметре может достигать 1,5—2 м, объём древесины стволовой части до 15—17 м³. Кора коричнево-серая с красноватым оттенком, шелушащаяся, довольно тонкая. Крона развитая, густая, у молодых деревьев конусовидная или округло-яйцевидная, к старости продолговато-цилиндрическая или обратноконическая, у перестойных зачастую многовершинная. Корневая система характеризуется слаборазвитым стержневым и многочисленными боковыми корнями, залегающими в почве не глубже 1 м. Деревья ветроустойчивы. С годами становятся светолюбивыми и нуждаются в свежей, плодородной, но не переувлажнённой почве.
Молодые побеги тонкие, густо опушены рыжими волосками. Хвоя кедра сизовато-зелёная, трёхгранная, длинная (7—20 см) при ширине 1—1,5 мм, с шероховато-зазубренными рёбрами. Хвоинки собраны в пучки по пять иголок, на ветвях держатся от двух до четырёх лет (меняется каждые 4-6 лет).
Растение однодомное. Мужские колоски жёлтые, женские шишки красновато-фиолетовые. «Цветёт» в мае — начале июня. Шишки созревают в конце августа — октябре на следующий год после «цветения», крупные, в длину до 17 см, в ширину — до 8 см и более, удлиненно-яйцевидные, при созревании не раскрываются. Как правило, после созревания осенью или в начале зимы опадают вместе с семенами. Каждая шишка содержит множество орешков (семян кедра); семена обратнояйцевидные, длиной по 14—18 мм при ширине 8—10 мм, с толстой деревянистой кожурой, бескрылые, различной формы и размеров. Одно дерево может дать около 500 шишек; в шишке средней величины от 130 до 150 «орешков». На молодых кедрах шишки и семена существенно более крупные, чем на старых и перестойных, в то же время количество шишек на молодых деревьях меньше, чем на старых. Отчасти это объясняется тем, что, в отличие от сибирской кедровой сосны, у корейской сосны шишки растут «пучком» только на самой макушке дерева и реже — на прилегающих к макушке самых верхних ветвях. Старые же деревья часто имеют несколько стволов и вершин.
Обильные урожаи семян наблюдаются раз в три — четыре года. В природных условиях кедры начинают плодоносить с 60—120 лет, а в культурах и при хорошей освещённости — с 20—30 лет. Доживает обычно до 350—400 лет, но нередко встречаются 500-летние экземпляры, а иногда и старше.

## Распространение и экология
На российском Дальнем Востоке, характеризующимся большим разнообразием лесов, наибольшую ценность имеют кедрово-широколиственные леса, главной лесообразующей породой которых является кедр корейский. Эти леса являются кормовой базой и местом обитания различных видов промысловых зверей и птиц, отличаются уникальным набором лекарственных растений, включая лимонник, женьшень, заманиху, элеутерококк и т. д. К сожалению, площадь кедровников весьма ограничена, и значительно сократилась. Чисто кедровых лесов практически не встречается, в основном кедровая сосна растёт в смешанных хвойно-лиственных лесах с разной степенью плотности. Леса с участием кедра составляют всего около 3 % площади лесов Дальнего Востока.
Хотя он и носит видовой эпитет «корейский», основной его ареал — в Приморье, Приамурье и смежных районах северо-восточного Китая. Произрастает на полуострове Корея, в Японии — в горах острова Хонсю.
Характеризуя ареал кедра корейского на территории России, следует отметить, что по побережью Японского моря и Татарского пролива он протянулся на северо-восток, при этом по восточным склонам Сихотэ-Алиня полосой шириной от 40 до 100 км он доходит до лесов Ванинского района включительно. От южной оконечности Сихотэ-Алиня по его западным склонам ареал кедра корейского протянулся до расположенного на Амуре Софийска. В центральной, высокогорной части Сихотэ-Алиня кедр корейский не растёт. От Софийска граница ареала резко поворачивает к юго-западу и достигает Буреинского хребта, западнее которого кедр корейский встречается очень редко, а в низовьях Буреи не встречается никогда.
В пределах указанного российского ареала кедр корейский растёт выборочно. В долинах Амура и Уссури и в урёмах их притоков встречается редко и в незначительных количествах. Высоко в горы не поднимается — на южных склонах Сихотэ-Алиня выше 750 м над уровнем моря его не встретить, на северных склонах он не поднимается выше 600 м.
По данным Любови Васильевой и Леонида Любарского кедровая древесина поражается трутовиком окаймлённым (Fomitopsis pinicola), феолусом Швейница (Phaeolus schweinitzii), трутовиком серно-жёлтым (Laetiporus sulphureus).

## Кедрово-широколиственные леса

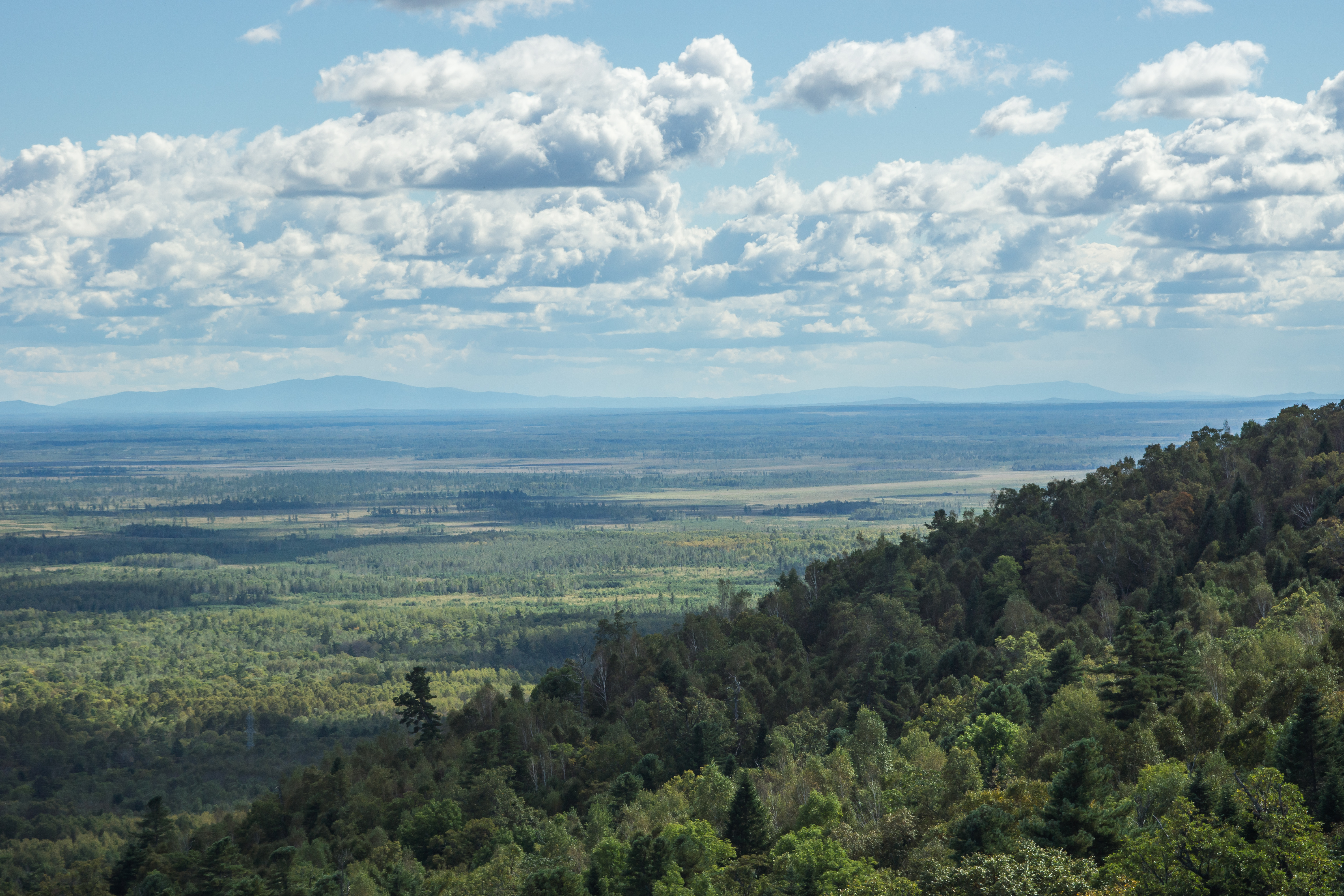
Кедрово-широколиственный лес возле Хабаровска

Растительная формация кедрово-широколиственных лесов находится в муссонной дальневосточной области умеренного климатического пояса. На родине у корейской сосны морозная зима сменяется тёплым дождливым летом. Бурые почвы под кедровниками соответствуют суббореальному географическому поясу, являются зональными для широколиственнолесной ландшафтной зоны. В подтайге корейский кедр постепенно сходит на нет, уступая место ели аянской. Что касается растительных зон, то кедровники прикреплены к неморальной лесной зоне через класс зональной растительности, названный в честь дуба монгольского (Quercetea mongolicae Song ex Krestov et al. 2006). Проще говоря, кедровники являются восточными заменителями европейских лесов из дуба черешчатого и липы сердцевидной. Несмотря на это, жители юга Дальнего Востока России называют их уссурийской тайгой, что приводит к путанице с настоящей бореальной тайгой. Отдалёнными аналогами кедровников являются смешанные леса Америки, возглавляемые сосной Веймутова. Широколиственно-кедровые леса бывают горными и долинными. При близком рассмотрении они оказываются ещё разнообразнее.
На крутых солнечных склонах растут дубово-кедровые леса, в подлеске которых распространены листопадные рододендроны.
На склонах средней крутизны сосне корейской сопутствуют дуб монгольский, липа амурская и берёза ребристая. Ниже, под их кронами, преобладает обычно клён мелколистный при участии клёна зеленокорого, вяза разрезного, вишни Максимовича и других видов. Подлесок и травяной покров весьма разнообразны.
На речных террасах и на прилегающих к ним пологих склонах древостой усложняется большим количеством ясеня маньчжурского и вяза японского. Появляются орех маньчжурский, бархат амурский и липа маньчжурская. Под их полог внедряются сирень амурская, маакия амурская и черёмуха обыкновенная. Подлесок образован лещиной, элеутерококком, чубушником тонколистным и жимолостью золотистой. Встречаются виды бересклета, рябинник рябинолистный и спирея иволистная. Деревья опутаны лозами винограда амурского, лимонника китайского и схизопепона переступенелистного. Пышное крупнотравье представлено страусником обыкновенным, чистоустником азиатским, ариземой амурской, чемерицей, крапивой, лабазником, какалией и мареной.
На верхней в горах и северной границе кедровников возрастает роль ели аянской, пихты белокорой и клёна жёлтого. Появляются тис остроконечный и жимолость Максимовича. С еловых веток свисают гирляндами листья актинидии коломикта.
Южные кедровники обогащаются калопанаксом, клёнами ложнозибольдовым и маньчжурским, ясенем носолистным, грабом сердцелистным и рябиной ольхолистной. Здесь также встречается тис остроконечный.

## Консортивные связи
Неоценимо значение кедровников для лесной фауны. Они являются кормовой базой для изюбра, кабана, белки, колонка, медведя, енотовидной собаки, барсука, харзы, бурундука, а также птиц — рябчика, скворца, дятла, дрозда, поползня, кедровки, синицы, сойки, совы, луня и многих других, которые являются и «санитарами» леса и его «сеятелями».
Кабаны не только питаются орехами кедра, но и способствуют его распространению. Постоянно роясь в лесной подстилке, перепахивая и переворачивая целые пласты почвы создаются благоприятные условия для развития семян. На плотной, не перепаханной лесной подстилке семена прорастают хуже. Часть животных затаптывают и запахивают семена в подстилку.

## Хозяйственное применение

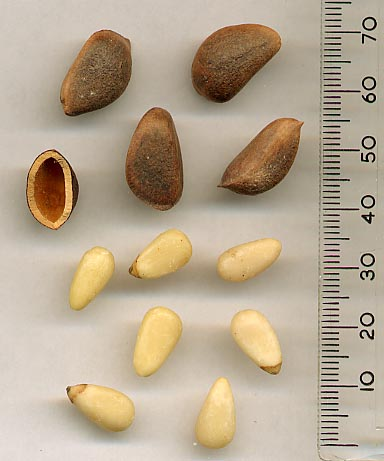
Орешки корейского кедра.
Вверху: в скорлупе и скорлупа; внизу: без скорлупы

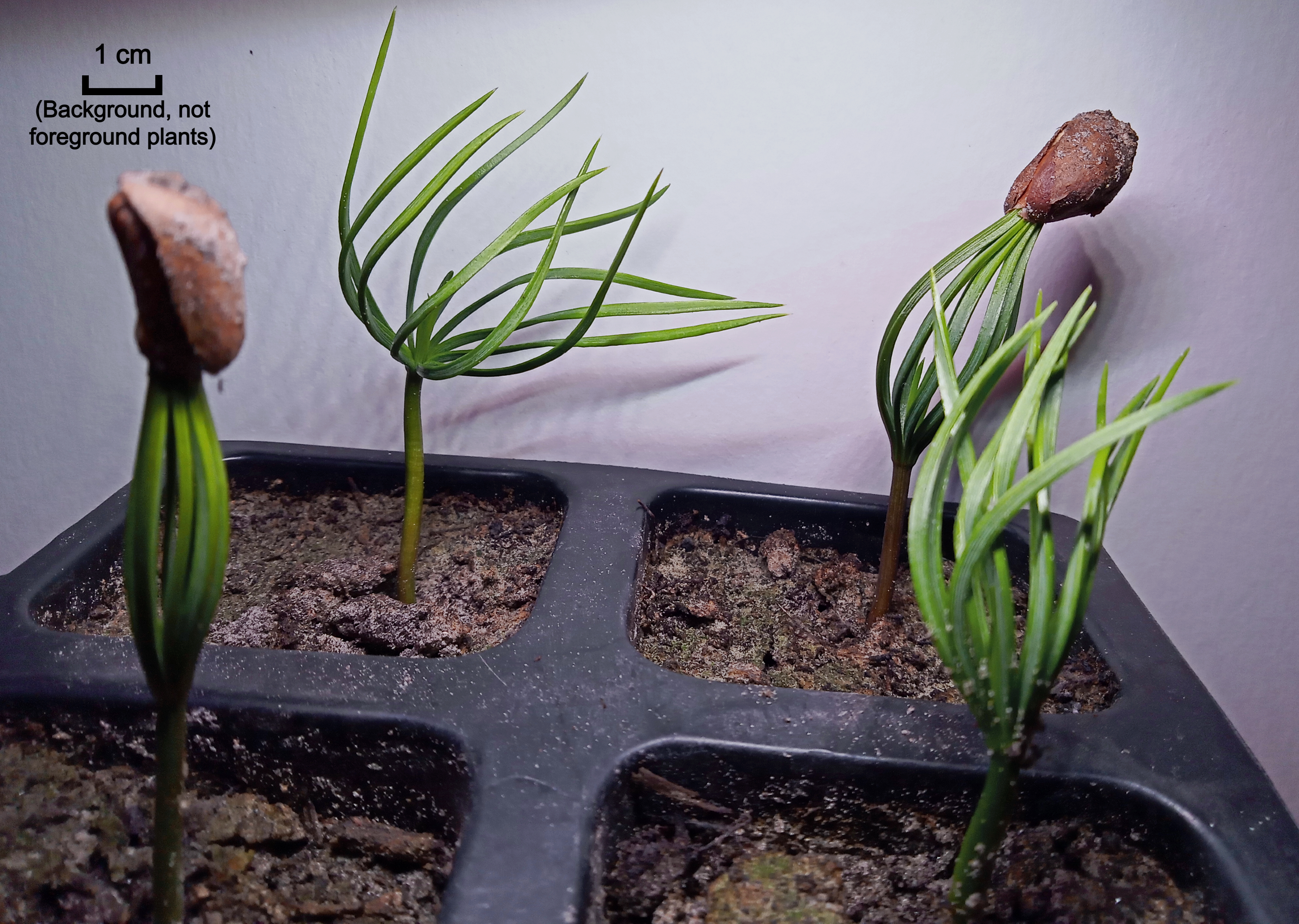
Саженцы корейского кедра

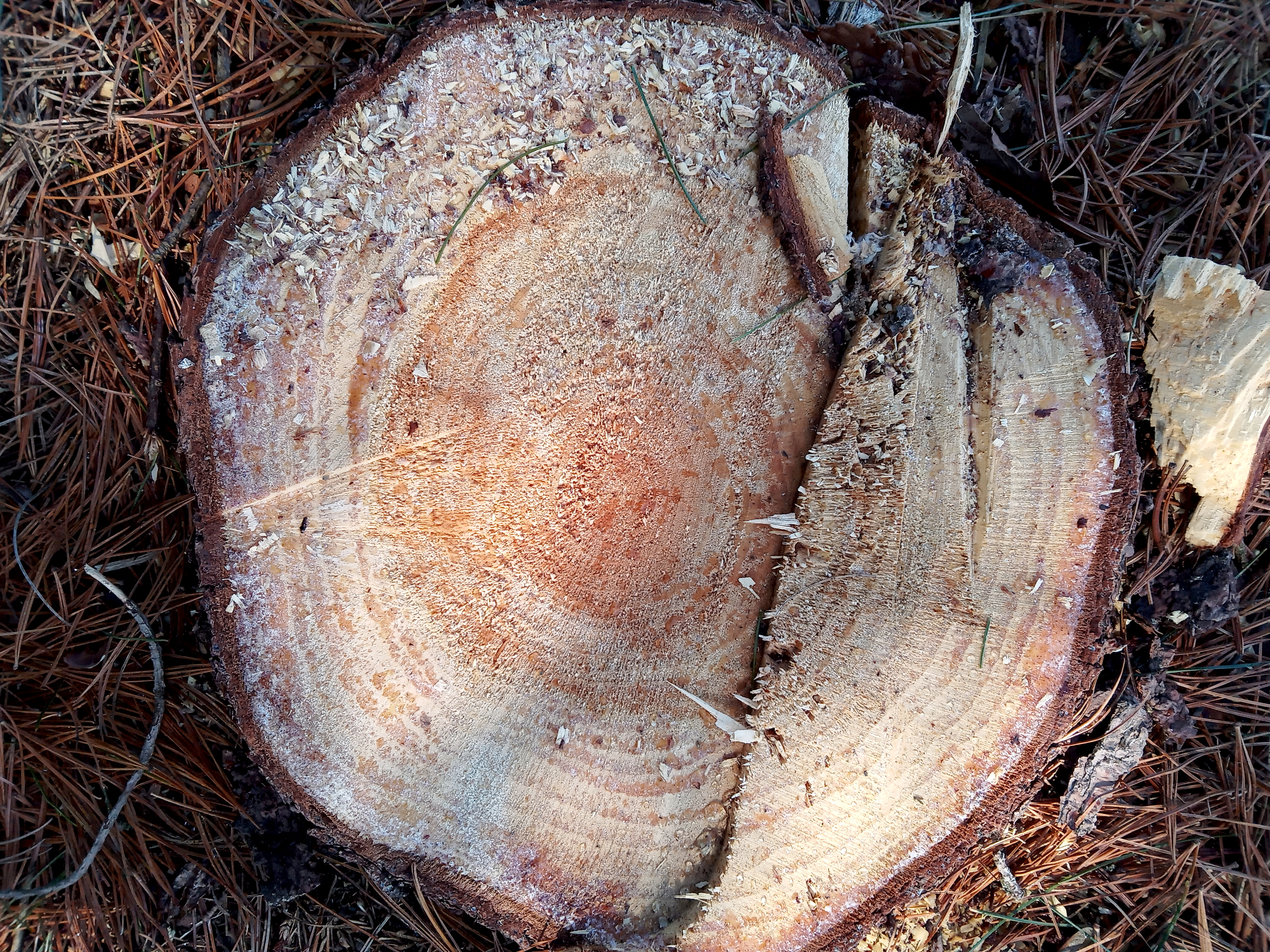
Поперечный срез ствола корейского кедра

В культуре с 1861 г. Сосна кедровая корейская — популярное декоративное дерево в парках и садах в регионах с холодным климатом, таких как восточная Канада и северо-восточные штаты США, так как она выдерживает морозы до −50 °C. Это одно из красивейших деревьев юга Дальнего Востока, широко используется для искусственных насаждений. Леспромхозы выращивают саженцы, которые потом пересаживают в населённые пункты. Корейский кедр рекомендуется для скверов, парков и внутриквартального озеленения. Под внутриквартальным озеленением подразумеваются, например, территории учебных заведений и больниц. Его можно использовать в групповых посадках и в качестве солитера. Корейская сосна — не самый удачный выбор для уличного озеленения, особенно туго ей придётся в рядах между автомобильными дорогами и тротуарами.
Ценное орехоплодное дерево: средняя урожайность 50 кг/га, максимальная — 500 кг/га, выход масла 14 %.

### Свойства древесины
Физико-технические свойства древесины кедра корейского по сравнению с древесиной кедра сибирского и сосны обыкновенной при 15 % влажности:
| Свойства                                  | кедр корейский (Дальник Восток) | кедр сибирский (Восточная Сибирь) | сосна обыкновенная (Восточная Сибирь) |
| ----------------------------------------- | ------------------------------- | --------------------------------- | ------------------------------------- |
| Объёмный вес (г/см³)                      | 0,44                            | 0,45                              | 0,47                                  |
| Коэффициент усушки в %, в направлениях:   |                                 |                                   |                                       |
| радиальном                                | 0,12                            | 0,13                              | 0,17                                  |
| тангенциальном                            | 0,29                            | 0,28                              | 0,30                                  |
| Предел прочности кгс/см²:                 |                                 |                                   |                                       |
| при сжатии вдоль волокон                  | 337                             | 378                               | 396                                   |
| при статическом изгибе                    | 639                             | 628                               | 718                                   |
| При скалывании вдоль волокон в плоскости: |                                 |                                   |                                       |
| радиальной                                | 59                              | 70                                | 62                                    |
| танценциальной                            | 61                              | 74                                | 64                                    |
| Твёрдость торцовая кгс/см²                | 200                             | 220                               | 230                                   |

Ядровая древесина кедра отличается значительной стойкостью против гниения при службе в неблагоприятных условиях. Имеет ряд положительных свойств: лёгкая, мягкая и в то же время крепкая, эластичная, однородного строения, имеет приятный желтовато-розовый цвет, приятных запах, довольно стойка против гниения, легко и хорошо обрабатывается и отделывается. Прекрасное сырьё для производства фанеры, аккумуляторного шпона, карандашей, резных и токарных изделий, лёгкой мебели, штукатурной дранки, для набивки мягкой мебели. Раньше расточительно использовалась для изготовления шпал и столбов.
Древесина обладает полезными свойствами, в кедровом воздухе не выживают болезнетворные микроорганизмы. В шкафах из корейской сосны не заводится моль, в кринках — не скисает молоко.

## Медицинское применение
В народной медицине хвою используют как витаминное и общеукрепляющее средство, как антисептическое, мочегонное, потогонное, отхаркивающее, противоцинготное средство, для восстановления сил после тяжёлых болезней и операций, при сердечно-сосудистых заболеваниях. Отвар хвои укрепляет дёсны и зубы, хвойные ванны применяют при боли в суставах и кожных заболеваниях. Отвар используют при ингаляциях при заболеваниях органов дыхания.
Ядра орехов используют в китайской медицине как укрепляющее и тонизирующее средство. Употребление ядер орехов предупреждает развитие склероза сосудов, нормализует давление, улучшает иммунитет.
В состав препаратов, применяемых при лечении печени и почек, может включаться эфирное масло, получаемое из хвои корейской сосны.

## Экологические проблемы
Изучение насаждений сосны корейской специалистами университета показало, что в условиях загрязнения окружающей среды (выхлопные газы) деревья не выживают. Был сделан вывод — необходимо улучшить экологическую ситуацию (вывести транзитный поток за пределы города, строить велосипедные дорожки и т. п.); и прекратить посадки этого дерева около автодорог и других мест, где они не выживают, и где они не выполняют своё назначение — оздоровление окружающей среды.
Состояние насаждений корейской сосны может использоваться как индикатор степени загрязнения окружающей среды.

## Лимитирующие антропогенные факторы
Хозяйственная деятельность человека привела к сокращению численности деревьев, а в Амурской области лесовосстановительная работа не проводится. Например, только в 2003 г. официально было выписано разрешение на заготовку 134,9 тысяч кубометров сосны корейской, но реально было вырублено вдвое больше. В прошлом вырубленные кедры и их спутники продавались за границу, сначала преимущественно в Японию, а позднее в Китай. Бригады местных жителей незаконно рубили корейские сосны и продавали кругляк в Китай или преимущественно китайским владельцам временных нелегальных лесопилок на российской территории. Оттуда пиломатериалы переправлялись через границу на китайские мебельные фабрики. Мебель и паркет поставлялись клиентам в Китае, США и Европе. Уголовные дела возбуждались и против крупного легального экспортёра пиломатериалов — ОАО «Тернейлес», половина которого принадлежит японскому импортёру пиломатериалов — «Sumitomo Corporation».
Безработные жители деревень и приезжие из других регионов опустошают кедровники в поисках орехов. Деревья, не желающие отдавать шишки, выпиливают или повреждают «кошками». Собранный урожай продают по дешёвке в Китай.
Кедровые сосны гибнут от лесных пожаров, вызванных умышленными поджогами сухой травы, которые устраивают по весне местные пироманы, фермеры и браконьеры.
Исчезновение корейской сосны напрямую связано с общим процессом обезлесения Дальнего Востока России, вырубки кедрово-широколиственных лесов. Основной вклад в вырубку вносят китайские компании, уже успевшие вырубить леса в КНР так, что теперь из-за неблагополучной экологической ситуации, рубка деревьев там запрещена вообще. Вывозится в основном необработанная древесина, а заготовкой заняты граждане КНР (что не создаёт рабочие места для местных жителей; существовавшие ранее леспромхозы разорились). Правительство Китая уже с 1990-х поддерживает своих предпринимателей и активно стимулирует лесозаготовки в РФ как способ вывоза рабочей силы и увеличения численности своей диаспоры, заселяющей малонаселённые и вымирающие регионы Дальнего Востока РФ.
Данных о какой-нибудь лесовосстановительной работа проводящейся китайскими компаниями — нет.
Попытки Всемирного фонда дикой природы (WWF) и других организаций, региональных органов власти защитить леса от варварской вырубки — оказались безуспешными.

## Охрана

Природоохранный кластер южного Сихотэ-Алиня

С 2010 года рубка корейского кедра в России запрещена. В 2013 году легальный экспорт этого вида сосны за границу полностью прекратился. В Китае запрещены коммерческие рубки в натуральных лесах, в которых растёт корейский кедр. В некоторых субъектах РФ на Дальнем Востоке ограничили срок сбора орехов, чтобы шишки успели опасть с деревьев на землю. С 2023 в России запрещён экспорт необработанных орешков корейской сосны.
Корейская сосна охраняется в сети заповедников и национальных парков.
- Буреинский хребет. Заповедник «Бастак»
- Малый Хинган. Заповедники Хинганский и «Ляншуй» (Ичунь)
- Сихотэ-Алинь. Заповедники Большехехцирский, Сихотэ-Алиньский, Лазовский и Уссурийский. Нацпарки Анюйский, «Бикин», «Удэгейская легенда» и «Зов тигра».
- Маньчжуро-Корейские горы. Заповедники «Кедровая падь», «Чанбайшань» и «Байшилацзы». Нацпарк «Земля леопарда» и Северо-Восточный нацпарк тигра и леопарда.
- Восточно-Корейские горы. Заповедник «Кымгансан». Нацпарки «Сораксан», «Одэсан» и «Чирисан».